# EN 60601-2-21
Die EN 60601-2-21 mit dem Titel „Medizinische elektrische Geräte - Teil 2-21: Besondere Festlegungen für die Sicherheit von Säuglingswärmestrahlern“ ist Teil der Normenreihe EN 60601.
Herausgeber der DIN-Norm DIN EN 60601-2-21 ist das Deutsche Institut für Normung.
Die Norm basiert auf der internationalen Fassung IEC 60601-2-21. Im Rahmen des VDE-Normenwerks ist die Norm als VDE 0750-2-21 klassifiziert, siehe DIN-VDE-Normen Teil 7.
Diese Ergänzungsnorm regelt allgemeine Festlegungen für die Sicherheit, Prüfungen und Richtlinien von Säuglingswärmestrahlern.

## Gültigkeit
Die deutsche Ausgabe 12.1995 ist ab 6.1999 als Deutsche Norm angenommen.
- Die aktuelle Fassung (12.1995) ist korrespondierend mit der 2. Ausgabe der DIN EN 60601-1 anzuwenden.
- Im Januar 1998 wurde eine Änderungsausgabe A1 veröffentlicht.
- Es wurde im September 2006 ein Entwurf zur Anwendung mit der 3. Ausgabe der DIN EN 60601-1 veröffentlicht.

## Anwendungsbereich
Diese besonderen Festlegungen sind gültig für Säuglingswärmestrahler. Festlegungen für Säuglingswärmestrahler zur Verwendung außerhalb des Bereiches einer Krankenhaus-Säuglingspflegestation, Säuglingswärmestrahler mit einer Wärmematte und Säuglingswärmestrahler, die mit einer internen Stromversorgung gespeist werden, sind nicht Inhalt dieser Norm.

## Zusatzinformation
Folgende geänderte Anforderungen sind in der EN 60601-2-21 enthalten (Auszug):
- Spannungsfestigkeit
- Mechanische Gefährdungen
- Infrarotstrahlung
- Übermäßige Temperaturen
- Genauigkeit der Betriebsdaten
- Konstruktion
- Spezielle Anforderungen an Säuglingswärmestrahler